# Playa Hermosa
Playa Hermosa es un balneario del departamento de Maldonado, Uruguay. Está localizado sobre la costa del Río de la Plata y su principal vía de acceso es la ruta 10. Se ubica a 4,5 km de Piriápolis y limita con Playa Verde al noroeste y Playa Grande en el sudeste.

## Historia
Se hicieron estudios arqueológicos que develaron la presencia de vida humana en la zona desde el año 10.000 a. C. En el Cerro de los Burros (llamado así porque era el lugar donde Francisco Piria alimentaba a sus asnos) se encontraron puntas de flechas de grupos paleoindios, primitivos cazadores y recolectores. Se estima que habrían ingresado a la región vía Norte-Sur por el puente de Beringia y que podrían provenir de alguna población asiática.
Los terrenos que hoy conforman el balneario, eran parte de la estancia de Jerónimo Falcón, y otras tierras eran propiedad de la familia Plaga. Estos terrenos fueron adquiridos por Ángel Anagnostis para fundar Playa Hermosa. Ángel Anagnosti Tassi era un griego llegado a Buenos Aires como polizón a los 17 años, haciendo su fortuna amparado en la comunidad griega porteña. Anagnostis descubrió la ensenada de Playa Hermosa a mediados de la década de 1950 cuando navegaba en una pequeña embarcación por la zona, y decidió entonces invertir su dinero en esas tierras.
Anagnostis fraccionó el balneario de oeste a este, siendo sus primeros clientes provenientes de Argentina, principalmente militares. Además de la creación del balneario, Anagnostis estuvo detrás de su forestación, el trazado de las calles, la fundación del club, el parador, la hostería, así como de la construcción de la ruta 10. El balneario se fue poblando lentamente, principalmente con la financiación del Banco de San José. Sin embargo, hasta 1970 se mantuvo como un paraje aislado, situación que cambió a partir de mediados de la década de 1980.

## Población
En 2023, Playa Hermosa tenía 1456 habitantes permanentes, lo que representa un incremento promedio anual del 7.7% respecto a los 611 habitantes registrados en el censo de 2011.
| Gráfica de evolución demográfica de Playa Hermosa entre 1975 y 2023 |
|                                                                     |
| Fuente: INE - Instituto Nacional de Estadística, Uruguay.           |